# Skisprungschanze Vuokatti
Die Skisprungschanze Vuokatti (finnisch Vuokatin hyppyrimäki „Sprungschanze Vuokatti“) ist eine Schanzenanlage im finnischen Ort Vuokatti. Zur Anlage gehören drei kleine Schanzen der Kategorie K 10, K 32, K 45 und eine normale Schanze der Kategorie K 90. Die Schanzen sind mit Matten belegt.
Im Jahr 1947 wurde die Schanze durch den Verein Vuokattisport als K70-Schanze eingeweiht. Die Nordische Junioren-Skiweltmeisterschaft 1992 wurde erstmals auf der dann umgebauten K-90-Schanze ausgetragen. Außerdem fanden auf der Schanze Wettbewerbe der Nordischen Kombination statt.

## Internationale Wettbewerbe
Genannt werden alle von der FIS organisierten Sprungwettbewerbe.
| Datum         | Kategorie | Schanze | 1. Platz                                                      | 2. Platz                                                          | 3. Platz                                                           |
| ------------- | --------- | ------- | ------------------------------------------------------------- | ----------------------------------------------------------------- | ------------------------------------------------------------------ |
| 18. März 1992 | JWM       | K80     | FinnlandJani Salo Olli Happonen Janne Väätäinen Toni Nieminen | NorwegenJørgen Halvorsen Bengt Heiestad Knut Müller Lasse Ottesen | DeutschlandRico Meinel Timo Wangler Ronny Hornschuh Sven Hannawald |
| 21. März 1992 | JWM       | K80     | Toni Nieminen                                                 | Sylvain Freiholz                                                  | Martin Höllwarth                                                   |
| 13. März 2001 | EYOF      | K90     | FinnlandAkseli Kokkonen Janne Happonen Kalle Keituri          | ÖsterreichStefan Thurnbichler Manuel Fettner Balthasar Schneider  | FrankreichMaxime Laheurte Vincent Descombes Sevoie David Lazzaroni |
| 14. März 2001 | EYOF      | K90     | Daniela Iraschko                                              | Helena Olsson                                                     | Anette Sagen                                                       |
| 14. März 2001 | EYOF      | K90     | Janne Happonen                                                | Maximilian Mechler                                                | Akseli Kokkonen                                                    |